# رمزي شويري
الطاهي رمزي شويري (1971- 18 يونيو 2023) طاهٍ لبناني. اشتهر من خلال فقرة الطبخ التي قدمها على تلفزيون المستقبل في تسعينيات القرن العشرين، ويعتبر من أشهر الشخصيات التلفزيونية ومن أوائل من أدخل التفاعل مع الجمهور في فقرة الطبخ عبر فتح الاتصالات المباشرة لأخذ النصائح أو لسؤاله عن مقادير وتفاصيل الوصفات.

## حياته
بدأ في عام 1989 بمشاريع تعتمد على تحضير الأطباق التقليدية اللبنانية وبيعها مجلدة في جميع المحلات التجارية في لبنان. درس فن الطبخ في كلية بورنماوث في إنجلترا، وتدرب على يد الطاهي الفرنسي جان ماسون، ودرس فن الخبز والحلويات على يد الطاهي برنار موان وحصل على عضوية الشرف في النقابة الفرنسية لفنون صنع الحلويات والخبز.
تخرج عام 1992 وحاصل على شهادة في الاقتصاد والحقوق من جامعة ليون، ومارس العمل الفندقي في فرنسا لأربعة سنوات. تولى إدارة مدرسة الكفاءات الفندقية في عام 1995 التي أسسها والده «نديم شويري» بعدما صار أحد أعضاء مجلس أمناء المدرسة المذكورة، عقد اتفاقية توأمة مع مدرسة فندقية في جنوب فرنسا في عام 1998، وبموجبها طُوِّر البرنامج الفندقي ودُرِّب أساتذة لبنانيين في فرنسا، واستُقدم أساتذة فرنسيون إلى لبنان.

## مشواره المهني
في عام 1994 بدأت مسيرته في من خلال شاشة تلفزيون المستقبل الذي اختاره ليتولى تقديم فقرة خاصة يحضر خلالها أطباقا لبنانية في برنامج عالم الصباح، إضافة إلى أطباق عالمية أخرى، وكانت خطوته الثانية هي تلقيه اتصالات مباشرة على الهواء خلال تحضيره الطعام، الأمر الذي تحول في ما بعد إلى عادة يتبعها الطهاة الآخرون على سائر الشاشات العربية واللبنانية بشكل خاص. وفي عام 1998 أطلق كتابه الأول الذي بيع منه ما يفوق 650 ألف نسخة، ثم أطلق كتابا آخر بعنوان «الشيف رمزي من تراث لبنان» هو حصيلة ما جمعه من وصفات تراثية خلال تجواله في القرى اللبنانية لأكثر من عامين في عام 2003، ترجم إلى 5 لغات وحصل في برشلونة على جائزة أفضل كتاب طبخ تراثي في العالم.
سجل أكثر من ثلاث آلاف حلقة تلفزيونية، كما توجه إلى إطلاق مجلة تخصصية شهرية باسمه، وسجل في الأسواق اللبنانية مجموعة وجبات جاهزة بعد الدخول في عصر السرعة وتراكم الأعمال اليومية للناس، وحاجتهم للاستحصال على وجبات جاهزة.
عام 2011 غادر تلفزيون المستقبل بعد سبعة عشر عاماً بسبب تعبه من التصوير اليومي إضافة إلى أمور أخرى متعلقة بعدم تطوير برنامجه، وقرر الانتقال إلى المؤسسة اللبنانية للإرسال التي أطل عبرها يوم الجمعة في فقرة أسبوعية خلال برنامج «حلوة ومرة».

### دخوله موسوعة غينيس للأرقام القياسية
عام 2010 كسر رقماً قياسياً ودخل موسوعة غينيس عبر تقديمه أكبر طبق حمص وتبولة في العالم، شارك في صنعه 250 طباخا متدربا وثلاثون محترفا أشرف عليهم بنفسه.

## وفاته
توفي يوم 18 يونيو 2023 إثر أزمة قلبية مفاجئة. ونعته مؤسسة الكفاءات عبر الفيسبوك في بيان جاء فيه: «ببالغ الحزن والأسى، نعلمكم بوفاة رئيس ومدير عام مؤسسة الكفاءات عصر اليوم الشيف رمزي نديم شويري بنوبة قلبية مفاجئة».